# 海燕新人文学賞
海燕新人文学賞（かいえんしんじんぶんがくしょう）とは、福武書店（現 ベネッセコーポレーション）が発刊していた文芸雑誌『海燕』の新人文学賞。1982年から1996年まで続いた。

## 受賞作一覧
- 第1回 （1982年） 干刈あがた 「樹下の家族」、細見隆博 「みずうみ」
- 第2回 （1983年） 瀬川まり 「極彩色の夢」、小田原直知 「ヤンのいた場所」
- 第3回 （1984年） 小林恭二 「電話男」、佐伯一麦 「木を接ぐ」（「雛の棲家」に所収）
- 第4回 （1985年） 柏木武彦 「鯨のいる地図」、田場美津子 「仮眠室」
- 第5回 （1986年） 竹野雅人 「正方形の食卓」（「純愛映画・山田さん日記」に所収）、森誠一郎 「分子レベルの愛」
- 第6回 （1987年） 村上政彦 「純愛」（「ドライヴしない？」に所収）、吉本ばなな 「キッチン」
- 第7回 （1988年） 太田健一 「人生は擬似体験ゲーム」（「脳細胞日記」に所収）、小川洋子 「揚羽蝶が壊れるとき」（「完璧な病室」に所収）
- 第8回 （1989年） 木下文緒 「レプリカント・パレード」、石黒達昌 「最終上映」
- 第9回 （1990年） 松村栄子 「僕はかぐや姫」、角田光代 「幸福な遊戯」
- 第10回 （1991年） 篠藤由里 「ガンジーの空」、野中柊 「ヨモギ・アイス」
- 第11回 （1992年） 村本健太郎 「サナギのように私を縛って」
- 第12回 （1993年） 近藤弘子 「遊食の家」、小手鞠るい 「おとぎ話」（「玉手箱」に所収）
- 第13回 （1994年） 丹沢秦 「落書きスプレー 」
- 第14回 （1995年） 藤野千夜 「午後の時間割」（「少年と少女のポルカ」に所収）、高木芙羽 「インスタント・カルマ」
- 第15回 （1996年） シロツグトヨシ 「ゲーマーズ・ナイト」、塙仁礼子 「揺籃日誌」

## 選考委員
- 第1-2回、1982-83　阿部昭、飯島耕一、木下順二、小島信夫、佐多稲子
- 第3-4回、1984-85　大庭みな子、中村真一郎、古井由吉、三浦哲郎、瀬戸内晴美
- 第5-6回　1986-87　大庭みな子、中村真一郎、古井由吉、三浦哲朗、富岡多恵子
- 第7回　1988　色川武大、大庭みな子、田久保英夫、立松和平、古井由吉
- 第8回　1989　大庭みな子、田久保英夫、立松和平、古井由吉
- 第9回　1990　黒井千次、田久保英夫、立松和平、田中小実昌、富岡多恵子
- 第10-12回　1991-93　黒井千次、田久保英夫、立松和平、田中小実昌、津島佑子
- 第13回 1994　黒井千次、田久保英夫、立松和平、佐伯一麦、山田詠美
- 第14回 1995　黒井千次、田久保英夫、立松和平、佐伯一麦
- 第15回 1996　黒井千次、立松和平、佐伯一麦、日野啓三、島田雅彦